# BBC Ukrainian
BBC Ukrainian è un'emittente radiofonica britannica della BBC che trasmette in lingua ucraina. 
Fondata nel 1992, la sua sede è a Londra, e dal 1993 ha un ufficio formato da uno staff di dieci persone a Kiev.

## Programmazione
BBC Ukrainian trasmette programmi di notizie politiche, sportive, sociali ed economiche relative all'Ucraina.